# هنری تیلور
هنری تیلور (به انگلیسی: Henry Taylor) ورزشکار مرد رشتهٔ شنا اهل کشور بریتانیای کبیر است. وی در بین سال‌های ‎۱۹۰۸ تا ۱۹۲۰ میلادی در مسابقات بازی‌های المپیک تابستانی در مجموع ۵ مدال، شامل ۳ مدال طلا و ۲ برنز را کسب کرد.